# Jean-Baptiste Adolphe Charras
Pour les articles homonymes, voir Charras (homonymie).
Jean-Baptiste Adolphe Charras, né le 7 janvier 1810 à Phalsbourg et mort le 23 janvier 1865 en exil à Bâle, est un militaire et homme politique républicain français.

## Biographie

### Formation, engagement politique et faits d'armes
Fils du général Joseph Charras et neveu du lieutenant-colonel Hippolyte Charras, deux officiers napoléoniens hostiles aux Bourbons, Jean-Baptiste-Adolphe commença ses études au collège de Clermont-Ferrand.
Reçu à Polytechnique en 1828, il fit partie des étudiants de cette école qui prirent part à la Révolution des Trois Glorieuses, lors de laquelle le jeune Charras dirigea l'attaque de la caserne Babylone (29 juillet 1830). Les jours suivants, il aurait également servi d'aide de camp au maréchal Gérard pendant la marche sur Rambouillet. Trois mois avant ces événements, il avait été renvoyé de l'école pour avoir chanté la Marseillaise et pour avoir porté un toast à la santé de La Fayette.
Quelques jours après la Révolution, Charras et ses camarades rejoignirent l’École d'application de Metz. Ayant cosigné une déclaration politique (contre le retour de la branche ainée des Bourbons) qui fut interprétée comme un acte anti-monarchique, il fut sanctionné d'un congé sans solde, ce qui ne l'empêcha pas d'être nommé, le 6 août 1832, lieutenant au premier régiment d'artillerie.
Envoyé en garnison à Paris en 1834, le lieutenant Charras y retrouva ses anciens camarades républicains (Joseph Guinard, Étienne Arago, Godefroi Cavaignac) ainsi que le journaliste Armand Carrel, rédacteur en chef du National, pour lequel le jeune officier écrivit des études critiques sur les questions militaires.
Nommé capitaine en 1838, il fut détaché aux forges des Ardennes puis à la poudrerie des Vosges avant d'être appelé à la manufacture d'armes de Saint-Étienne en 1841. Il fut cependant rapidement écarté de ce poste en raison de ses opinions républicaines et fut envoyé en Algérie. Chargé tout d'abord du commandement de Cherchell, qu'il dut défendre contre des Kabyles, il fut ensuite nommé directeur des affaires arabes à Mascara. Officier d'ordonnance du général Lamoricière, il s'illustra en 1843 lors de plusieurs combats contre les troupes d'Abd el-Kader, et notamment contre un des principaux lieutenants de ce dernier, Sidi Embarek. En raison de ces faits d'armes, il fut nommé chevalier de la Légion d'honneur par décret du 6 août de la même année.
Chef de bataillon dans la légion étrangère depuis décembre 1844, il mena une campagne d'hiver sur la frontière du Tell en 1845. En 1846, il obtint le commandement d'un bataillon d'infanterie légère, qu'il disciplina et employa l'année suivante à la construction de la ville de Saint-Denis-du-Sig, destinée à servir de centre à la colonisation de la région comprise entre Mascara et Oran.

### Sous la Deuxième république

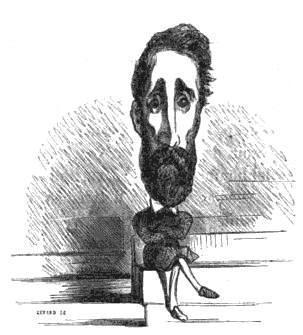
Caricature de Charras par Cham.

Rentré en France au moment de la Révolution française de 1848, Charras bénéficia de sa proximité avec l'équipe du National, influente au sein du gouvernement provisoire. Le 10 mars, dix jours avant d'être promu lieutenant-colonel, il fut nommé membre et secrétaire du conseil de défense de la République puis, le 5 avril, sous-secrétaire d’État au département de la Guerre. Il assura également l’intérim au ministère de la Guerre entre la formation de la Commission exécutive et la nomination du général Cavaignac (11-17 mai). À l'occasion de ces fonctions gouvernementales, il mena à bien une réforme du cadre de l'état-major mais échoua à obtenir la réhabilitation des officiers républicains condamnés et dégradés sous la monarchie.
Élu représentant du peuple auprès de l'Assemblée nationale constituante par les citoyens du Puy-de-Dôme, il prit place dans les rangs, majoritaires, des républicains modérés. Souvent rapporteur des commissions militaires, il fit aussi voter l'abolition de l'impôt sur les boissons (18 mai). Proche de Cavaignac, qu'il avait secondé lors de la répression des Journées de Juin, Charras démissionna de son sous-secrétariat d’État après l'élection à la présidence de la république de Louis-Napoléon Bonaparte, auquel il était résolument hostile.

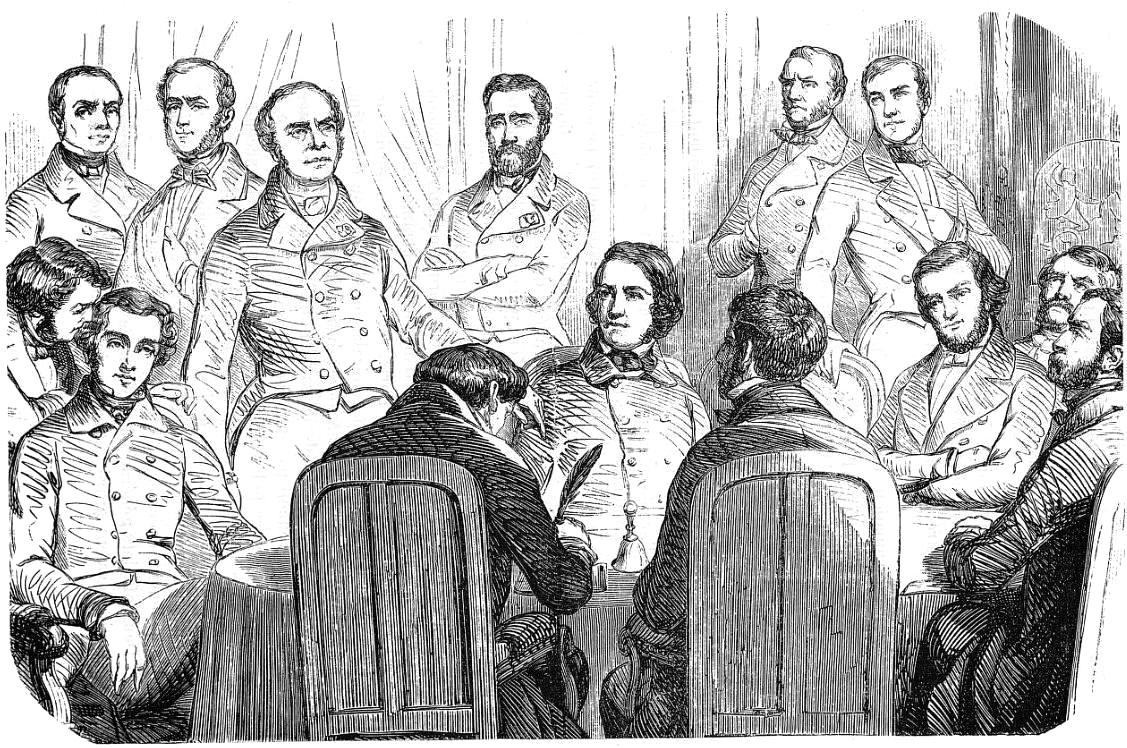
Charras (debout, au centre, derrière Montalembert) parmi les membres de la commission de révision de la Constitution.

Réélu à l'Assemblée nationale législative en mai 1849, il siégea au sein de l'opposition républicaine.
À partir du 8 juin 1851, il fit partie de la commission chargée de préparer un projet de révision constitutionnelle. Appartenant, avec Cavaignac, à la minorité (six membres de la commission sur quinze) opposée à une réélection du président sortant, hypothèse écartée par la Constitution de 1848 mais acceptée par la majorité des parlementaires, il vota contre le projet rapporté par Tocqueville, qui n'obtint pas la majorité des trois quarts requise (21 juillet).
Conscient de l'imminence d'un coup d’État présidentiel contre la représentation nationale, il tenta vainement de convaincre tous ses collègues de la Gauche de voter avec des monarchistes en faveur de la proposition des questeurs visant à affecter des forces armées à la défense de l'Assemblée (17 novembre). Soutenue par Jules Grévy et Edgar Quinet, la position de Charras fut cependant rejetée par la majorité des républicains, persuadés qu'une telle mesure ne ferait que le jeu de la majorité monarchiste et rassurés par Michel de Bourges, qui avait répondu au colonel que les députés pouvaient compter sur la protection du Peuple, cette « sentinelle invisible ». La proposition des questeurs n'obtint finalement que 300 voix, contre 408 (dont 160 voix de parlementaires de la Gauche).
Les événements devaient cependant donner raison à Charras à peine quinze jours plus tard. Lors du coup d'État du 2 décembre 1851, le colonel fut l'une des premières personnalités arrêtées. Alors qu'il s'était finalement résigné à décharger ses pistolets, il fut arrêté nuitamment à son domicile du no 14 de la rue Saint-Honoré par le commissaire de police Courteille. Ce dernier s'étant jeté sur les pistolets qu'il avait aperçus sur une table, il se fit apostropher par Charras : « Imbécile ! S'ils avaient été chargés, tu serais mort. » Le colonel fut incarcéré à Mazas puis à la forteresse de Ham avant d'être exilé de force à Bruxelles. Quelques jours après les décrets de proscription du 9 janvier 1852 (qui concernaient également 87 autres opposants au coup d’État, dont Thiers, Changarnier, Antony Thouret, Victor Schœlcher ou encore Victor Hugo), un décret du 23 janvier raya l'ancien ministre de la Guerre des cadres de l'armée.

### L’exil

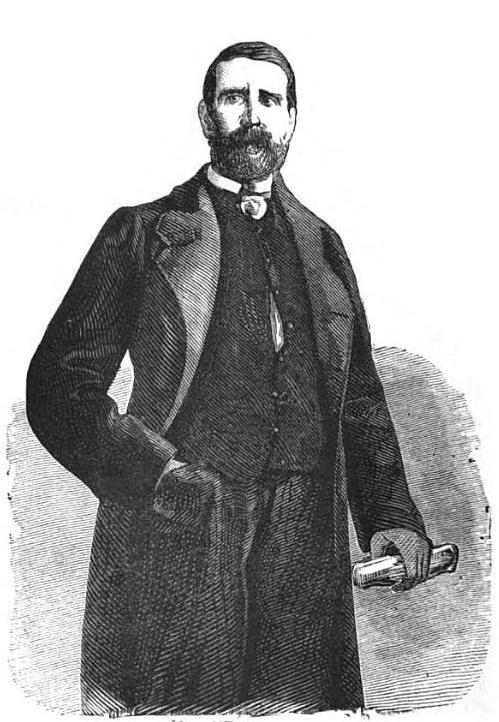
Le colonel Charras. Gravure sur bois (1870) d'après une photographie d'Erwin et Hanfstaengl.

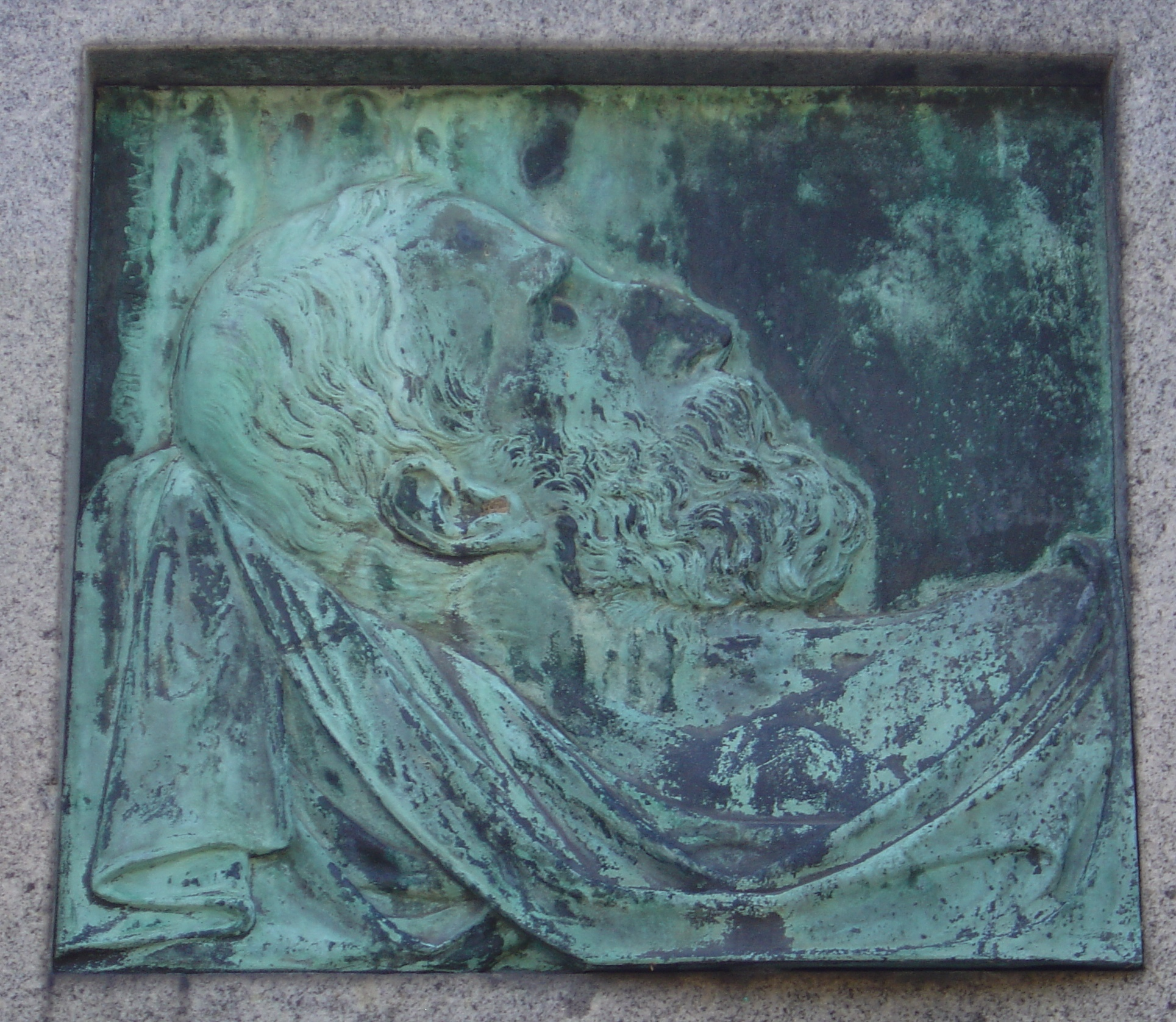
Charras sur son lit de mort. Bas-relief d'Adam-Salomon (1865) pour la tombe du colonel.

Exilé en Belgique, Charras entreprit des recherches sur la campagne de 1815 et la bataille de Waterloo, en vue de la publication d'un ouvrage historique au ton anti-bonapartiste. Chassé de son premier pays d'accueil en novembre 1854, il se réfugia à La Haye, où il fut rejoint par un autre républicain exilé, Armand Barbès.
Voyageant en Suisse, il y rencontra Mathilde Kestner, qu'il épousa à Zurich le 28 (ou le 30) octobre 1858. Mathilde était la fille de l'industriel et homme politique républicain Charles Kestner (également beau-père d'Auguste Scheurer, de Victor Chauffour et de Charles Floquet, et grand-père de la future épouse de Jules Ferry). Étienne Arago, Ferdinand Flocon, Marc Dufraisse, Filippo De Boni et François Walferdin figuraient parmi les convives.
Charras se fixa ensuite à Bâle, près de la frontière française, où il commença la rédaction d'une seconde enquête historique, cette fois-ci sur la campagne de 1813. Inachevée, cette Histoire de la guerre de 1813 en Allemagne (Leipzig, F.A. Brockhaus, 1866) sera publiée après sa mort par Chauffour.
Le 31 août 1859, à l'instar de Victor Hugo, Louis Blanc, Félix Pyat, Edgar Quinet et Victor Schœlcher, Charras repoussa toute offre d'amnistie impériale dans une lettre adressée « à Louis Bonaparte » :

« Vous décrétez une amnistie, vous pardonnez à ces milliers de citoyens depuis si longtemps jetés par vous sur la terre étrangère, par vous semés à la gêne sous les climats meurtriers de l'Afrique et dans les marais empestés de Cayenne. Ils défendaient contre vous la Constitution issue du suffrage libre et universel, cette Constitution qui avait reçu votre serment solennel de fidélité et que vous avez trahie. C'est pour cela que vous les avez frappés naguère.
Maintenant, vous les amnistiez. Devant l'opinion publique, devant l'histoire, je ne veux pas me prêter à ce changement de rôle.
A qui viola la loi, il n'appartient pas de faire grâce à qui la défendit. Votre amnistie est un outrage à ceux qu'elle atteint. Moi, le représentant du peuple que vous avez violenté, emprisonné, banni, l'officier que vous avez spolié, moi que vous avez persécuté jusque sur la terre d'exil, je le déclare, je ne vous amnistie pas.
Certes, loin de la famille, loin de la patrie, la vie a bien des amertumes ; mais, dans la servitude, elle serait bien plus amère encore.
Le jour où la liberté, le droit, la justice, ces augustes proscrits, rentreront en France, j'y rentrerai. Ce jour-là est lent à venir ; mais il viendra, et je sais attendre »

— Charras, Lettre « à Louis Bonaparte », écrite à Zurich, le 31 août 1859
Depuis son exil suisse, Charras poursuivit son opposition au régime impérial en diffusant clandestinement des pamphlets rédigés par lui ou par d'autres républicains (comme Rogeard), en cofinançant le journal Le Confédéré (fondé à Fribourg-en-Brisgau en 1859 par l'ex-instituteur mulhousien Schmitt) et en maintenant des contacts avec d'autres opposants, tels qu'Edmond Valentin et Charles-Louis Chassin. Il échoua cependant à obtenir le ralliement de Ledru-Rollin (1862). D'autres républicains français traversaient la frontière pour consulter le colonel, tel Garnier-Pagès qui, après s'être résigné à prêter le serment de fidélité à l'Empire afin de pouvoir se présenter à l'élection de 1863, tenta en vain de convaincre Charras de ne pas blâmer cette entorse stratégique au boycott des institutions d'un régime jugé illégitime par les proscrits de 1851. Membre du conseil général du Puy-de-Dôme, Charras avait refusé de prêter ce serment en 1852.
Devenu l'ami de Mazzini et favorable au Risorgimento, Charras fut appelé à Gênes au lendemain de l'expédition des Mille, à l’été 1860, et se vit offrir le commandement d'un corps de volontaires destiné à marcher sur les États pontificaux avant de traverser les Abruzzes pour faciliter l'invasion du royaume des Deux-Siciles par Garibaldi. Cependant, réticent à l'idée de devoir affronter son ancien camarade Lamoricière, récemment nommé commandant de l’armée pontificale, il mit en avant sa méconnaissance de la langue italienne pour justifier le refus de cette responsabilité, qui échut dès lors à l'Allemand Wilhelm Rüstow (en). À son retour en Suisse, il déclara toutefois à ses amis : « S'ils [les Italiens] avaient eu l'esprit de faire défiler devant moi deux bataillons de volontaires, je n'y résistais pas, je me serais joint à eux. »
Apprenant la mort du colonel (d'une entérite consécutive à un refroidissement) en janvier 1865, Napoléon III fut soulagé de la disparition de cet adversaire, dont les républicains auraient fait leur chef militaire en cas de révolution, et il confia à son secrétaire Conti : « C'est un grand débarras. »
Tout comme son ami Eugène Sue, dont il avait recueilli les dernières volontés, Charras était un libre-penseur et fut inhumé sans cérémonie religieuse. Edgar Quinet, Étienne Arago et d'autres républicains prononcèrent des discours lors de ses funérailles, auxquelles les autorités bâloises avaient accordé une solennité quasi-officielle.
Depuis 1898, les restes de Jean-Baptiste Adolphe Charras reposent auprès de ceux de sa belle-famille, à Thann.

## Distinction
- Chevalier de la Légion d'honneur (6 aout 1843)[11]

## Hommages

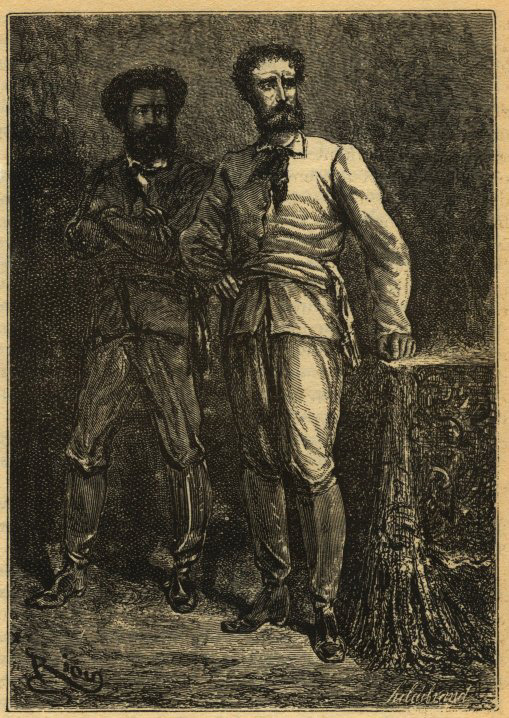
Illustration d'Édouard Riou représentant le capitaine Nemo (1871).

- Jules Barni a dédié « à la mémoire du colonel Charras, mort sur la terre d'exil le 23 janvier 1865 » son ouvrage intitulé Napoléon Ier et son historien M. Thiers (Paris, 1865).
- Pendant le siège de Paris (1870), un ballon monté fut baptisé le Colonel-Charras. Il décolla de la capitale assiégée le 29 octobre et atterrit à Montigny-le-Roi dans la Haute-Marne.
- À la demande de l'éditeur Pierre-Jules Hetzel, ami de Charras dont il avait publié l'Histoire de la campagne de 1815 - Waterloo (Bruxelles, 1857), l'illustrateur Édouard Riou s'inspira d'une photographie du colonel pour représenter le capitaine Nemo dans la grande édition illustrée (1871) du célèbre roman de Jules Verne, Vingt mille lieues sous les mers[12].
- À Paris, la rue Clary (9e arrondissement) a été rebaptisée rue Charras en 1879.
- À Courbevoie, une caserne édifiée au XVIIIe siècle avait été rebaptisée « caserne Charras » en 1886, en hommage au général et au colonel Charras. Ses bâtiments ont été détruits en 1962 pour céder la place à un centre commercial (place Charras), mais une partie de la façade a été remontée au parc de Bécon.
- À Saint-Denis-du-Sig, ville construite en grande partie sous la direction de Charras, son nom avait été donné à un square composé de quatre parterres et situé au centre-ville.